# 馬良弼
馬良弼（琉球語：／  ?；1551年—1617年）號汝舟，和名名護親方良豐（琉球語：〔〕／ ），琉球國第二尚氏王朝時期大臣。童名太良金。他是馬世榮（名護親方良員）之子，馬良詮（名護親方良憲）之孫。
1551年生於首里城。1579年，為進貢及謝冊封尚永王之恩事，以王舅的身份，與長史鄭迵（謝名親雲上利山）一起出使明朝。在北京期間，蕭崇業、謝贈送給馬良弼「國佐元勲」四字匾額。歸國後，因功升三司官座敷。
1592年，其父馬世榮退隱。因兄長馬良輔（伊計親方良眞）早卒，馬良弼遂以次子的身份繼承家督之位。同年就任三司官，領名護間切總地頭。
當時日本逐漸強大，島津義弘致書琉球，聲稱日本要出兵朝鮮，要求琉球提供糧草支援。馬良弼與翁寄松（城間親方盛久）都認為琉球弱小、日本強大，主張對日本和好，同主戰派的鄭迵、向里瑞（浦添親方朝師）意見相對。1605年，翁寄松在與鄭迵的政治鬥爭中失勢，尚寧王轉而傾向對日強硬的態度。
1606年，冊封使夏子陽、王士楨到達琉球，贈送給馬良弼「世承天寵」四字匾額。
1609年，薩摩藩派遣樺山久高、平田增宗率兵入侵琉球。尚寧王得知消息後，派馬良弼、毛鳳朝、菊隱、喜安等人前往北山。馬良弼在此期間的行為，各史料是矛盾的。一說馬良弼率一千名首里親軍前往北山防禦，但中薩軍伏兵之計，兵敗被俘；馬良弼仰天痛哭而不投降，因此受到薩軍的尊敬。而另一種說法是馬良弼前往北山的運天港，至薩摩軍中請罪，並留在薩摩軍中作人質，引導薩摩軍開入那霸港。
薩摩軍包圍首里城後，尚寧王向薩摩投降，並先至馬良弼府邸暫時居住。尚寧王等人被擄至鹿兒島時，馬良弼同毛繼祖（豐見城親方盛續）被留下，一同管理首里城。
1611年尚寧王歸國後，馬良弼繼續擔任三司官之職。1612年（萬曆四十一年），再以謝恩王舅的身份出使明朝，並就進貢之事同明朝交涉。翌年歸國。
馬良弼於1614年致仕，由毛繼祖繼任其職。1615年，尚寧王向明廷報稱馬良弼因交涉進貢一事失敗而遭到處決；事實上，根據《中山世譜》的記載，馬良弼並未遭處死，翌年出使薩摩藩，告知赴明謝恩完竣之事。
1617年逝世。

## 登場作品
- 「琉球之風」，1993年NHK大河劇，演員：橋爪功（配音：山城興松）

## 腳註
1. ↑  《歷代寶案·卷18 的存檔，存档日期2014-01-06.》【03】：「三月二拾日卑職差遣法司馬良弼率領精兵千餘向陸致彼阻救去後續據馬良弼回稱觀其賊勢雄張寇艦糾結布擺散處紅白旗幟間閃飛揺遠望莫辨其幾千餘矣聆聴銃聲綿連不絶大麓焚山勢如燎毛真令人髪上指耳三月二十六日馬良弼密近哨窺多寇少中心思忖拾分之捌諒其醜虜是虚張賊勢僥倖捲刧也良弼令兵進殺倭狡計伏寇深山詐敗弭侵四顧驟圍弼兵傷損去半良弼被兵擒獲拷獻降良弼仰天呼號我琉球上有 天朝萬歳爺父下有琉球國王良弼頒兵向敵既不能戦勝又不能衛身死何足惜二賊首嘉其壹匹懦夫敢向萬軍雄陣雖是無知入火就擒而竟明忠君愛國不殺全忠等情」
2. ↑  《馬姓家譜·小綠家·三世馬良弼》：「萬暦三十七年己酉三月因適止紋舟以失聘禮薩州　大〈太〉守家久公遣大将軍樺山權左衛門殿副将平田太郎左衛門殿等大發兵船以問失禮之罪蓋琉球國嘗與日本素修隣交之誼遣發紋舟以通往來一則以小事大之義一則足國裕民之故也但因法司鄭迵謝名親方奸拗適失此禮　尚寧王無得為辭遂令良豊仝菊隠和尚等急到國頭地方運天之冲前迎兵船服罪投誠菊隠和尚等急忙回報　王城良豊獨在兵船為質就導兵船轉到那覇遂免干戈之禍此時　王出城暫居于良豊家其五月為投誠事因　王赴薩州奉　命鎮守　王城」
3. ↑  《中山世譜·卷七》：「本年，〔萬曆四十二年〕馬良弼續法司毛繼祖而任其職。」
4. ↑  《歷代寶案·巻18 的存檔，存档日期2014-01-06.》【08】「據前差馬良弼鄭俊等前来謝恩不知作何辱使命不獲叩闕望奉明旨中止廻還看得良弼等奉齎勅諭而歸理可原情可恕即之望奉勅諭而歸非畏難中止竟是踈虞獲謬專遣大臣本欲代躬將敬反辱命招尤依法坐斃各員連坐等情據此合行咨報……萬暦肆拾貳年玖月貳十四日」
5. ↑  《中山世譜·附卷一》「〔萬暦〕四十三年乙卯，爲禀報謝恩使囘國事，遣法司王舅馬氏名護親方良豊到薩州。本年囘國。」